# Slag bij Kijkduin
De Slag bij Kijkduin (Engels: Battle of Texel) was een zeeslag bij Den Helder tussen een Nederlandse en een Frans-Engelse vloot op 21 augustus 1673. Het was de laatste grote slag tijdens de Derde Engels-Nederlandse Oorlog.

## Krachtverhoudingen
De Frans-Engelse vloot werd officieel geleid door de Lord High Admiral James, Hertog van York, de toekomstige Engelse koning James II. De Nederlandse vloot werd geleid door Admiraal-Generaal Willem III van Oranje-Nassau, de schoonzoon van James en eveneens een toekomstige koning van Engeland. In feite bevond geen van beiden zich op de vloot: de tijd dat de heersers persoonlijk aan het gevecht deelnamen was voorbij. Tijdens het gevecht trachtte de Nederlandse vloot de landing van vijandelijke troepen te verijdelen, wat lukte, deels dankzij een abnormaal lang laagtij. Overigens bevonden die troepen zich niet op de geallieerde vloot maar wachtten in Yarmouth om te worden ingescheept na een verhoopte overwinning; dit wisten de Nederlanders echter niet.
De Frans-Engelse vloot bestond uit ongeveer 92 schepen en 30 brandschepen. De Engelsen werden geleid door Prins Ruprecht van de Palts (Prince Rupert), de Fransen door graaf Jean d'Estrées. De Nederlandse vloot van 75 schepen (4245 kanonnen) en eveneens 30 brandschepen stond onder het bevel van luitenant-admiraal-generaal Michiel de Ruyter, met luitenant-admiraal Cornelis Tromp in onderbevel.

## De Slag

### Begin
De slag begon toen Willem III De Ruyter het bevel gaf zijn defensieve positie voor de Zeeuwse kust te verlaten van waaruit hij in de dubbele Slag bij Schooneveld (namelijk de Eerste Slag bij het Schooneveld op 7 juni 1673 en de Tweede Slag bij het Schooneveld op 14 juni 1673) de geallieerde vloot verslagen had. Willem vreesde dat anders het moreel te zwaar zou worden aangetast. Hij wilde een beslissing forceren en was ook bang dat anders de retourvloot uit Indië in vijandelijke handen zou vallen zodat de oorlog tegen de Republiek langer zou kunnen worden voortgezet.
Toen De Ruyter uitvoer was Rupert eerst zeer verheugd. Hij trachtte het meteen te laten aankomen op een beslissende zeeslag. Juist op het moment dat hij in de eerste passeerslag overstag ging, draaide echter de wind en zijn hele vloot raakte in wanorde, precies hetzelfde wat de Nederlandse vloot in 1665 met catastrofale gevolgen was overkomen in de Slag bij Lowestoft. Rupert had het debacle van de tweede Slag bij Schooneveld nog vers in het geheugen en gaf onmiddellijk het sein het gevecht af te breken om een tweede gênante vernedering te voorkomen.
De Ruyter begreep Ruperts manoeuvre echter niet en vreesde dat het deze slechts te doen was om hem naar het noorden weg te lokken zodat een transportvloot op Walcheren of in de Maas kon landen. Willem stond er echter op dat De Ruyter Rupert naar het noorden zou volgen. Toen enkele Engelse fregatten Scheveningen beschoten, leek het er al op dat de invasie op handen was. Bij Kijkduin, het hoge uitkijkduin bij Den Helder - niet te verwarren met de badplaats Kijkduin bij Den Haag - raakten de twee vloten weer slaags.

### Hoogtepunt

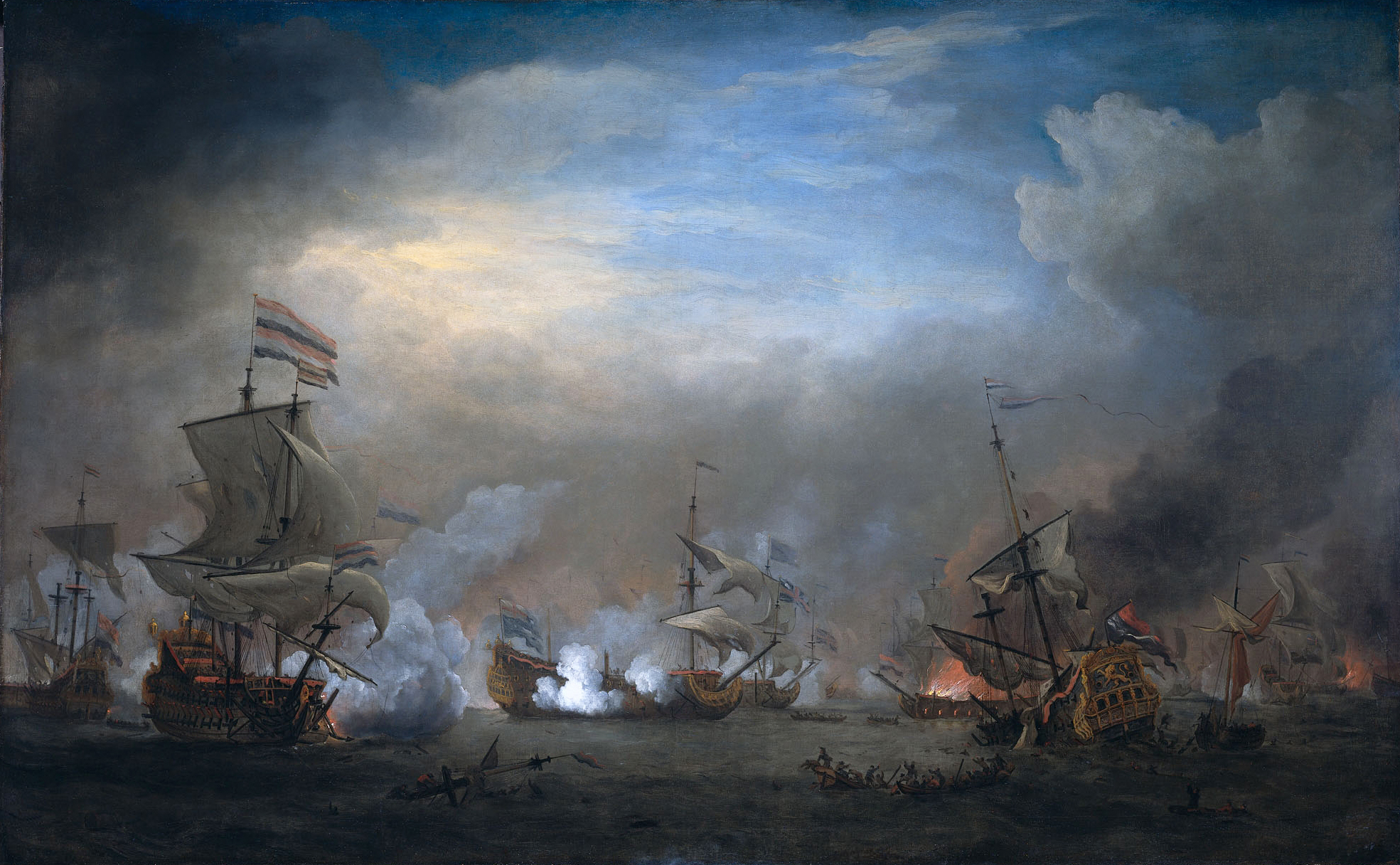
Nachtelijk gevecht tussen Cornelis Tromp op de 'Gouden Leeuw' en Sir Edward Spragg op de 'Royal Prince'. Willem van de Velde de Jonge

Hoewel De Ruyter minder schepen had, kon hij door een vlootmanoeuvre de Franse vloot isoleren: het eskader van luitenant-admiraal Adriaen Banckert viel de Fransen in de loef aan. Na een felle strijd - eigenlijk de eerste keer dat de Franse vloot zich volledig inzette - raakten de Franse schepen zo zwaar beschadigd dat d'Estrées gedwongen was terug te trekken; niet omdat hij echt aan het verliezen was, maar omdat hij strikte orders had van Lodewijk XIV om zijn vloot niet het risico te laten lopen verslagen te worden. Hierdoor kon Banckerts eskader zich grotendeels bij de rest van de Nederlandse vloot voegen die nu enkel moest afrekenen met de Engelsen. Ondertussen was de wind echter gedraaid zodat de Engelsen de loef wonnen. Beide middentochten (centra) waren in elkaar geslagen en in het strijdgewoel braken gevechten uit die door de betrokkenen zelf omschreven werden als de meest verbeten die ze ooit gevoerd hadden. Op nadering van Banckerts eskader brak Rupert het gevecht af om zich bij zijn achtertocht te voegen, nu hij in de minderheid dreigde te raken. De hoofdmassa van de Nederlandse vloot achtervolgde hem.
De Engelse admiraal Edward Spragge, bevelhebber van de achterhoede, had voor de slag openlijk gezworen dat hij Tromp deze keer zou doden of gevangennemen. De aartsvijanden stonden elkaar naar het leven, schip na schip verslijtend, totdat Spragge, naar zijn derde schip varend, verdronk toen zijn sloep door een kanonskogel getroffen werd. Toen de hoofdmachten van beide vloten dit strijdtoneel naderden leefden de gevechten weer in alle hevigheid op, waarbij de Nederlanders vergeefs probeerden de stuurloos geschoten HMS Prince Royal, wijlen Spragges vlaggenschip, te veroveren. Alles concentreerde zich nu op dit punt, maar uiteindelijk moesten beide vloten moegestreden terugvallen.

### Einde
Daarna gaven de Engelsen hun poging om de Nederlandse vloot te vernietigen zodat men troepen kon landen helemaal op, en beide vloten keerden terug. Geen enkel schip was tot zinken gebracht, maar vele waren zwaar beschadigd, en zo'n 3000 man waren omgekomen. Twee derde van de slachtoffers was Engels of Frans. Hoewel de uitslag onbeslist was, moet het gevecht zeker gezien worden als een strategische overwinning voor de Nederlanders: voor de derde keer hadden ze hun doel bereikt om een landing te voorkomen en de vijandelijke vloot te beschadigen. Hun belangrijkste verlies was in de personen van de viceadmiraals Isaac Sweers en Johan de Liefde en de kapiteins Jan Pauluszoon van Gelder, David Swerius, Hendrick Visscher, en Dirk Jobszoon Kiela. Cornelis de Liefde raakte dodelijk gewond. Overigens werden vier schepen van de retourvloot wel degelijk buitgemaakt. De verhouding tussen Engeland en Frankrijk verkoelde geheel toen d'Estrées ter verontschuldiging zijn geheime instructies verklapte. Het Engelse parlement, dat oppermachtig was omdat het de nieuwe heffing voor het herstel van de vloot moest goedkeuren, dwong Karel II van Engeland tot het sluiten van de Vrede van Westminster. Karel ontsnapte bij alle zeeslagen van dat jaar rakelings aan de ondergang: leidende figuren binnen de Whig partij waren van plan geweest een zware nederlaag als voorwendsel te gebruiken om hem af te zetten. Pas op het eind van de volgende eeuw zouden de Nederlandse en Engelse vloten weer slaags raken in de Vierde Engels-Nederlandse Oorlog.

## Scheepslijst

### Nederlandse Vloot
Admiraliteit van Amsterdam

Linieschepen:

Akerboom 62 (Jacob Teding van Berkhout)

Stad Utrecht 66 (Jan Davidszoon Bondt)

Prince te Paard 55 (Adam van Brederode)

Wakende Kraan 44 (Pieter Claesz Dekker)

Zeelandia 44 (Daniël Elsevier)

Steenbergen 68 (Jan Paulusz van Gelder, gesneuveld)

Hollandia 80 (schout-bij-nacht Jan den Haen)

Gideon 62 (Barend Hals)

Provincie van Utrecht 60 (Jan Janszoon de Jongh)

Leeuwen 50 (Jan Gijsels van Lier)

Spiegel 70 (commandeur Jacob van Meeuwen)

Komeetstar 68 (Pieter Middelandt)

Essen 50 (Philips de Munnik)

Wapen van Holland 44 (Matthijs Dirkszoon Pijl)

Waesdorp 68 (Engel de Ruyter)

Tijdverdrijf 56 (Gilles Schey)

Agatha 50 (Pieter Corneliszoon de Sitter)

Kalantsoog 68 (Volkert Hendrickszoon Swart, dodelijk gewond)

Beschermer 50 (David Swerius (Sweers), gesneuveld)

Oliphant 82 (viceadmiraal Isaac Sweers, gesneuveld)

Geloof 56 (Cornelis Tijloos)

Gouden Leeuw 82 (luitenant-admiraal Cornelis Tromp, vlaggenkapitein Thomas Tobiaszoon)

Zuiderhuis 45 (Isaak Uitterwijk)

Amsterdam 60 (Cornelis van der Zaan)

Fregatten:

Oudkarspel 34 (Jan van Abkoude)

Bommel 24 (Jan Bogaart)

Edam 36 (Willem van Ewijk)

Haas 24 (Hans Hartwich)

Damiaten 32 (Mattheus Megank)

Popkensburg 24 (Jan Noirot)

Middelburg 36 (Hendrik Span)

Brak 22 (Roemer Vlacq)

Adviesjachten:

Egmond 10 (Jan Kramer)

Triton 10 (Nicolaas Portugaal)

Kits 4 (Gilles Saloy) 

Kater 10 (Abraham Taalman)

Branders:

Zaaier 4 (Wijbrand Barendszoon)

Jacob en Anna (Jan Boomgaard)

Leidster 4 (Pieter van Grootveld)

Vrede 4 (Dirk Klaaszoon Harney)

Wapen van Velsen 4 (Jan van Kampen)

Zalm 4 (Cornelis Jelmertszoon Kok)

Kasteel van Loon 4 (Pieter Hendrikszoon Pop)

Melkschuit 4 (Jacob Schenk)

Salvador 4 (Jacob Vroom)

Draak 4 (Willem Willemszoon)

Admiraliteit van de Maze

Linieschepen:

De Zeven Provinciën 80 (vlaggenschip der vloot, luitenant-admiraal-generaal Michiel de Ruyter, vlaggenkapiteins Gerard Callenburgh en Pieter de Liefde)

Delft 62 (Philips van Almonde)

Ridderschap 64 (Eland du Bois)

Voorzichtigheid 84 (Jan van Brakel)

Gelderland 63 (waarnemend schout-bij-nacht Cornelis de Liefde, dodelijk gewond)

Vrijheid 80 (viceadmiraal Jan Evertszoon de Liefde, gesneuveld)

Eendracht 72 (luitenant-admiraal Aert Jansse van Nes)

Maagd van Dordrecht 68 (viceadmiraal Jan Jansse van Nes)

Dordrecht 44 (Frans van Nijdek)

Zeelandia 42 (Simon van Panhuis)

Schieland 56 (Adriaan Poort)

Wassenaar 56 (Barend Rees)

Fregatten:

Schiedam 20 (Cornelis van der Hoevensoon)

Utrecht 34 (Jan Snellensoon)

Rotterdam 30 (Jacob Pieterszoon Swart)

Harderwijk 24 (MozesWichmansoon)

Adviesjachten:

Hoop 6 (Isaac Anteuniszoon van Anten)

Rotterdam 6 (Wijnand van Meurs)

Branders:

Sint Pieter (Gerrit Halfkaag)

Jisper Kerk 4 (Lens Harmenszoon)

Blackmoor 4 (Abraham van Koperen)

Maria 4 (Dirk de Munnik)

Eenhoorn (Willem de Rave)

Louise 4 (Jan Daniëlszoon van Rijn)

Admiraliteit van het Noorderkwartier

Linieschepen:

Pacificatie 76 (Cornelis Bakker)

Jupiter 42 (Pieter Bakker)

Gelderland 45 (Maarten de Boer)

Eenhoorn 70 (schout-bij-nacht Jan Janszoon Dick)

Westfriesland 78 (Jan Heck)

Wapen van Nassau 58 (Pieter Karseboom)

Wapen van Alkmaar 63 (Jan Krook)

Wapen van Enkhuizen 72 (Leendert Kuiper)

Justina van Nassau 66 (Jan Gerritszoon van Muis)

Noorderkwartier 60 (Jacob Roos)

Prins van Oranje 64 (Claes Corneliszoon Valehaen)

Wapen van Medemblik 44 (Hendrik Visscher, gesneuveld)

Caleb 50 (Claes Pietersz Wijnbergen)

Branders:

Vis (Harmen de Boer)

Catharina 2 (Pieter Sievertszoon Bouckertsen)

Witte Mol 4 (Hendrik Munt)

Admiraliteit van Zeeland

Linieschepen:

Walcheren 70 (luitenant-admiraal Adriaen van Trappen Banckert)

Zierikzee 60 (viceadmiraal Cornelis Evertsen de Jonge)

Dordrecht 50 (Willem Hendrickszoon)

Ter Veere 50 (Dirk Jobszoon Kiela, gesneuveld)

Utrecht 50 (Simon Loncke)

Domburg 60 (Carel van der Putte)

Vlissingen 48 (Salomon Le Sage)

Fregatten:

Delft 34 (Adriaan van Trappen Banckert de Jonge)

Ter Goes 34 (Anteunis Matthijszoon)

Adviesjachten:

Hazewind 7 (Tobias Adriaanszoon)

Goes 8 (David van Geerstdale)

Waterhond 4 (Jacob Hamers)

Zwaluw 6 (Matthijs Lauwerens)

Jonge Maria 10 (Arnoud Leunissen)

Tonijn 6 (Pieter de Moor)

? (Hendrik Pieterszoon)

Bruinvis 6 (Jan Corneliszoon Poot)

Parel 6 (Teunis Post)

Lapmande 8 (Schuyen)

Branders:

Samuel en Jacob 4 (Simon Arendszoon)

Dadelboom 2 (Reinier Dirkszoon)

Catharina 4 (Frederik Konvent)

Sevellie 2 (Anteunis Janszoon Schalje)

Burg 2 (Huibrecht Wolfertszoon)

Admiraliteit van Friesland

Linieschepen:

Elf Steden 50 (Witzo Johannes Beima)

Prins Hendrik Casimir 70 (schout-bij-nacht Hendrik Bruynsvelt)

Groningen 70 (viceadmiraal Enno Doedes Star)

Oostergo 58 (Jan Janszoon Vijselaer)

Fregat:

Windhond 30 (Jan Pieterszoon Vinckelbos)

Adviesjachten:

Hoop 6 (Cornelis Reindertszoon Eenarm)

Liefde (Jochem Jansen)

Brander:

Welkomst (IJsbrand Albertszoon)